# Ba Bố Thái
Ba Bố Thái (tiếng Mãn: ᠪᠠᠪᡠᡨᠠᡳ, chuyển tả: Babutai, chữ Hán: 巴布泰, 13 tháng 2 năm 1592 – 27 tháng 2 năm 1655) là Hoàng tử và nhà quân sự thời kỳ đầu nhà Thanh.

## Cuộc đời
Ba Bố Thái sinh vào giờ Mẹo, ngày 10 tháng 11 (âm lịch) năm Minh Vạn Lịch thứ 20 (1592) trong gia tộc Ái Tân Giác La. Ông con trai thứ chín của Nỗ Nhĩ Cáp Xích, mẹ ông là Thứ phi Gia Mục Hô Giác La thị.
Năm Thiên Mệnh thứ 10 (1625), cùng với A Bái và Tháp Bái thảo phạt Hô Nhĩ Cáp bộ (呼尔哈部) của Đông Hải Nữ Chân. Năm thứ 11 (1626), tháng 8, ông nhậm mệnh xử lý sự vụ của Chính Bạch kỳ.
Năm Thiên Thông thứ 4 (1630), ông theo A Mẫn trú thủ Vĩnh Bình. Khi quân Minh tấn công Loan Châu, ông không thể chống cự, bị hoạch tội, cách chức. Năm thứ 8 (1634), thụ "Mai lặc Ngạch chân", theo đại quân phạt Minh, hạ được Bảo An Châu (保安州). Vì tội che giấu thu hoạch mà ông lại bị hoạch tội, cách chức.
Năm Sùng Đức thứ 6 (1641), ông được phong làm Tam đẳng Phụng quốc Tướng quân. Năm Thuận Trị nguyên niên (1644), ông theo đại quân nhập quan, đuổi theo Lý Tự Thành đến Khánh Đô. Năm thứ 2 (1645), được tiến phong Nhất đẳng Phụng quốc Tướng quân.
Năm thứ 3 (1646), ông theo Thuận Thừa Quận vương Lặc Khắc Đức Hồn chinh chiến ở Hồ Quảng, lần lượt đại phá địch ở An Viễn, Nam Chương, Tây Phong khẩu và Quan Vương lĩnh. Năm thứ 4 (1647), ông được phong Tam đẳng Phụ quốc Tướng quân. Năm thứ 6 (1649), có công cùng Vụ Đạt Hải (务达海) thảo phạt Khương Tương làm phản, ông được tiến phong Phụ quốc công. Năm thứ 8 (1651), tấn phong Trấn quốc công. Năm thứ 12 (1655), ngày 22 tháng 1, ông qua đời, được truy thụy "Khác Hi" (恪僖).

## Gia quyến

### Thê thiếp

#### Đích thê
- Nguyên phối: Lý Giai thị (李佳氏), con gái của Đạt Chư Hỗ Ba Nhan (达诸祜巴顔).
- Kế thất: Quách Lạc La thị (郭络罗氏), con gái của Dương Thụy (杨瑞).
- Tam thú thê: Phí Mạc thị (费莫氏), con gái của Tá lĩnh Lang Đồ (郎图).
- Tứ thú thê: Lý Giai thị (李佳氏), con gái của Lý Thụ (李绶).

#### Thứ thiếp
- Kim thị (金氏), con gái của Kim Thụy (金瑞).
- Ngoại thất: Khương thị (姜氏), con gái của Khương Tú (姜秀).

### Con trai
1. Cát Bố Lạt (噶布喇, 1610 – 1677), mẹ là Nguyên phối Lý Giai thị. Sơ phong Tam đẳng Phụng quốc Tướng quân, sau thăng Nhị đẳng (1647). Năm 1649 tấn phong Tam đẳng Trấn quốc Tướng quân, 2 năm sau tấn Phụ quốc công. Có năm con trai.
2. Minh Cầm (明耹, 1643 – 1648), mẹ là Phí Mạc thị. Chết yểu.
3. Hỗ Tích Lộc (祜錫祿, 1654 – 1698), mẹ là Tứ thú thê Lý Giai thị. Năm 1656 được phong Tam đẳng Trấn quốc Tướng quân, sau bị cách thối (1695). Có năm con trai.